# Dicionário sueco
O Svensk ordbok utgiven av Svenska Akademien (em português: Dicionário sueco editado pela Academia Sueca) – vulgarmente conhecido pela forma abreviada Svensk ordbok (Dicionário sueco) ou pela sigla SO -  é um dicionário da língua sueca editado pela Academia Sueca.
Fornece uma descrição pormenorizada das palavras do idioma sueco, com enfoque no significado, no uso, e na etimologia.

A sua primeira edição foi lançada a público em 2009.

Este dicionário tem 65 000 entradas, e 3 782 páginas distribuídas por dois volumes. É elaborado pela Instituição da Língua Sueca da Universidade de Gotemburgo.

Não deve ser confundido com outros dois dicionários da Academia Sueca – o SAOB (Dicionário da Academia Sueca) e o SAOL (Vocabulário Ortográfico da Academia Sueca).